# Platystele pedicellaris
Platystele pedicellaris är en orkidéart som först beskrevs av Rudolf Schlechter, och fick sitt nu gällande namn av Leslie Andrew Garay. Platystele pedicellaris ingår i släktet Platystele och familjen orkidéer. Inga underarter finns listade i Catalogue of Life.